# 私の解放日誌
『私の解放日誌』（わたしのかいほうにっし、原題：나의 해방일지）は、韓国のJTBCで2022年4月9日から2022年5月29日まで放送されたテレビドラマ。日本では、動画配信サービスのNetflixで配信されている。

## 概要
主演は、テレビドラマ『この恋は初めてだから』や『Oh!ご主人様』などで知られるイ・ミンギ、テレビドラマ『サム、マイウェイ〜恋の一発逆転!〜』や『太陽の末裔』などで知られるキム・ジウォン、テレビドラマ『最高の離婚』や『サバイバー: 60日間の大統領』などで知られるソン・ソック、テレビドラマ『トッケビ〜君がくれた愛しい日々〜』や映画『風流大丈夫』などで知られるイ・エルが務める。
『まぶしくて―私たちの輝く時間―』や『ロースクール』などのテレビドラマで監督を務めたキム・ソクユンが監督を担当し、『マイ・ディア・ミスター〜私のおじさん〜』や『また!?オ・ヘヨン 〜僕が愛した未来〜』などのテレビドラマを執筆したパク・ヘヨンが脚本を務める。

## ストーリー
代わり映えしない毎日から抜け出したいと願う3人の兄弟が、自由と生きがいを求めて奮闘する姿を描く。

## 登場人物

### 主要人物
ヨム・チャンヒ
演 - イ・ミンギ

ヨム・ミジョン
演 - キム・ジウォン

ク氏
演 - ソン・ソック

ヨム・ギジョン
演 - イ・エル

## 放送日程
| 放送話 | 韓国放送日    | 韓国視聴率 | 韓国視聴率 | 放送話     | 韓国放送日    | 韓国視聴率 | 韓国視聴率 |
| 放送話 | 韓国放送日    | 全国       | 首都圏     | 放送話     | 韓国放送日    | 全国       | 首都圏     |
| ------ | ------------- | ---------- | ---------- | ---------- | ------------- | ---------- | ---------- |
| 第1話  | 2022年4月9日  | 2.941%     | 3.057%     | 第10話     | 2022年5月8日  |            |            |
| 第2話  | 2022年4月10日 | 3.018%     | 3.236%     | 第11話     | 2022年5月14日 |            |            |
| 第3話  | 2022年4月16日 |            |            | 第12話     | 2022年5月15日 |            |            |
| 第4話  | 2022年4月17日 |            |            | 第13話     | 2022年5月21日 |            |            |
| 第5話  | 2022年4月23日 |            |            | 第14話     | 2022年5月22日 |            |            |
| 第6話  | 2022年4月24日 |            |            | 第15話     | 2022年5月28日 |            |            |
| 第7話  | 2022年4月30日 |            |            | 第16話     | 2022年5月29日 |            |            |
| 第8話  | 2022年5月1日  |            |            |            |               |            |            |
| 第9話  | 2022年5月7日  |            |            | 視聴率平均 | 視聴率平均    |            |            |